# Primo soccorso (serie televisiva)
Primo soccorso (소방서 옆 경찰서?, Sobangseo yeop gyeongchalseoLR; lett. "La stazione di polizia accanto alla caserma dei vigili del fuoco") è una serie televisiva sudcoreana trasmessa su SBS TV. La prima stagione è andata in onda dal 12 novembre al 30 dicembre 2022, mentre la seconda (intitolata 소방서 옆 경찰서 그리고 국과수?, Sobangseo yeop gyeongchalseo geurigo gukgwalsuLR; lett. "La stazione di polizia accanto alla caserma dei vigili del fuoco e al servizio forense nazionale") dal 4 agosto al 9 settembre 2023. In lingua italiana è disponibile su Disney+.

## Trama
Una stazione di polizia e una caserma dei vigili del fuoco, edificate una accanto all'altra, uniscono le forze per rispondere a crimini, disastri ed emergenze.

## Personaggi e interpreti
- Jin Ho-gae, interpretato da Kim Rae-won
- Bong Do-jin, interpretato da Son Ho-jun
- Song Seol, interpretata da Gong Seung-yeon